# Farnham Royal
Farnham Royal är en ort och civil parish i Storbritannien.   Den ligger i kommunen Buckinghamshire och riksdelen England, i den södra delen av landet, 30 km väster om huvudstaden London. Farnham Royal ligger 54 meter över havet och antalet invånare är 6 187.
Terrängen runt Farnham Royal är platt, och sluttar söderut. Runt Farnham Royal är det tätbefolkat, med 913 invånare per kvadratkilometer. Närmaste större samhälle är Slough, 3,9 km söder om Farnham Royal. Trakten runt Farnham Royal består till största delen av jordbruksmark.